# Бордзиловський Юрій В'ячеславович
Юрій В'ячеславович Бордзиловський (нар. 16 лютого 1900, Острув-Мазовецька — пом. 5 квітня 1983, Москва) — радянський і польський військовий інженер, воєначальник. Генерал-полковник інженерних військ.

## Біографія
Народився в сім'ї поляка і українки.
У РСЧА з 1919 року, брав участь у війні з поляками в 1920 році, потрапив у полон. Втік, повернувся в Росію.
У 1922 році — закінчив Київську вищу інженерну школу, в 1925—1928 роках служив начальником школи молодшого командного складу в 16-му сапб 16-го стрілецького корпусу. Школа готувала командирів взводів зі студентів для запасу.
У 1931 році Юрій В'ячеславович закінчив Академічні курси при вищій інженерній академії РСЧА.
Під час німецько-радянської війни перебував на посадах начальника інженерного відділу армії, потім заступника командувача — начальника інженерних військ 64-ї армії, що обороняла Сталінград. Заступник командувача — начальник інженерних військ 33-й армії на Західному фронті, генерал-майор інженерних військ (1.10.1942).
У 1943 році — заступник командувача — начальник інженерних військ Воронезького фронту, брав участь у Орловсько-Курській битві.
Із 1944 року на посаді заступник командувача — начальник інженерних військ 1-ї армії Війська Польського, генерал-лейтенант інженерних військ (11.7.1945).
У післявоєнний період — Начальник інженерних військ Війська Польського. В 1954—1965 роках — начальник Генерального штабу Війська Польського та заступник Міністра оборони Польської Народної Республіки.
В 1965—1968 роках — головний інспектор навчання Міністерства Національної оборони, у 1968 році після відставки повернувся до Москви, служив у Групі генеральних інспекторів МО СРСР.
Помер у квітні 1983 року.